# James Wright (politico)
Sir James Wright, I barone Wright (Londra, 8 maggio 1716 – Londra, 20 novembre 1785), è stato un politico britannico.
Fu l'ultimo governatore coloniale inglese dello Stato della Georgia, e l'unico a riacquisire (seppur brevemente) il controllo della propria colonia durante la rivoluzione americana.

## Biografia

### Origini
Nacque nel 1716 a Londra da Robert Wright, giudice, e Isabella Wright. Emigrò assieme al padre nella Carolina del Sud nel 1730, dove studiò legge e cominciò ad esercitare come avvocato a partire dal 1740. Grazie ai proventi dell'avvocatura cominciò a comperare numerose piantagioni con schiavi (arrivò a possederne molte centinaia), e divenne presto uno dei maggiori latifondisti delle Tredici Colonie.

### Governatore della Georgia
Nel 1760 venne nominato nuovo governatore della Georgia al posto di Henry Ellis, decaduto per motivi di salute. Al suo arrivo la Georgia era tra le meno popolose e sviluppate delle Tredici Colonie, ma sotto la sua amministrazione prosperò espandendosi grazie alle cessioni territoriali fatte dai nativi americani nel 1763 e nel 1773 e agli incentivi di Wright perché gli immigrati popolassero la nuova frontiera.
Nei primi anni del suo mandato si dimostrò un valente difensore dei diritti dei georgiani, arrivando a scontrarsi col governatore della Carolina del Sud Thomas Boone quando questi tentò di appropriarsi di vaste zone legalmente sotto il controllo di Savannah.
Per i suoi servigi, nel 1772 venne creato baronetto.

### Rivoluzione americana
Allo stesso tempo tuttavia il governatore fu anche uno dei più zelanti esecutori della volontà del governo di Londra, tanto che fu uno dei pochi a mettere effettivamente in pratica l'impopolare Stamp Act del 1765. Ciò gli alienò l'opinione pubblica locale, e nonostante la Georgia fosse una delle colonie più lealiste lo scoppio della rivoluzione americana trovò Wright e i suoi sottoposti del tutto impreparati e indifesi. La sua fitta corrispondenza col segretario per le Colonie lord Dartmouth testimonia la sottovalutazione di Wright nei confronti del montante sentimento rivoluzionario, nonostante fosse consapevole della sua pericolosità.
In un primo momento sembrò far prevalere l'autorità del governo coloniale, impedendo che la Georgia mandasse i propri delegati al primo congresso continentale. Tuttavia l'Assemblea statale, già in pessimi rapporti con lui fin dallo Stamp Act e oltraggiata dal suo autoritarismo, rifiutò di riunirsi dietro suo ordine e cominciò ad operare in autonomia.
Dalla metà del 1775 Wright perse rapidamente il controllo della situazione, non riuscendo più a fermare i disordini fomentati dai Sons of Liberty. Dopo aver minacciato di arresto i rivoluzionari venne a sua volta arrestato nel gennaio 1776 per ordine del futuro governatore John Houstoun, venendo di fatto esautorato dalla propria carica. Riuscì tuttavia presto a fuggire grazie all'aiuto del lealista Josiah Tattnall, rifugiandosi su un bastimento britannico e rientrando a Londra poco tempo dopo, non senza aver tentato di riprendere invano Savannah.

### Riconquista della Georgia
Durante il suo forzato soggiorno inglese fece pressioni sul governo britannico perché si intraprendessero azioni militari contro la Georgia, e nel dicembre 1778, sfruttando la disorganizzazione dei rivoluzionari, l'esercito inglese catturò la capitale Savannah, e nei primi mesi del 1779 soggiogò gran parte della regione. James Wright poté allora tornare in America per riprendere possesso della sua vecchia colonia, unico governatore britannico a riuscirci durante la guerra d'indipendenza americana.
Durante la sua seconda permanenza a Savannah emise corpose liste di proscrizione per favorire la cattura e l'esecuzione di molti patrioti georgiani, tra cui figuravano la quasi totalità dei membri dell'amministrazione rivoluzionaria. Inoltre fu determinante la sua risolutezza nel tenere Savannah durante il fallito assedio americano alla città nel tardo 1779.
Tuttavia il secondo dominio di Wright non durò a lungo: con la sconfitta di Yorktown nel 1781 il ritiro degli inglesi divenne sempre più concreto, avvenendo infine l'11 luglio 1782. Wright abbandonò la Georgia, lasciandovi la maggior parte dei suoi averi e delle sue proprietà e uscendo finanziariamente rovinato dalla rivoluzione americana.

### Vita privata e morte
Tornato definitivamente in Inghilterra, si mise a capo degli esuli lealisti che chiedevano al governo britannico corpose compensazioni per le perdite subite durante la guerra. Passò gli ultimi anni di vita a Londra, sostenuto da una pensione statale annua di cinquecento sterline (anche se ne reclamava almeno trentamila per le enormi perdite a cui era andato incontro), e ivi morì nel 1785. Venne sepolto nell'abbazia di Westminster.
Si era sposato con Sarah Maidman nel 1740, morta poi tragicamente nel 1763 annegando durante un viaggio in nave tra l'America e l'Inghilterra. Con lei aveva avuto nove figli:
- Mary Wright (1742-1763);
- James Wright (1747-1816), II barone Wright, senza figli;
- Alexander Wright (1751-?), trasferitosi in Giamaica e divenuto un facoltoso proprietario terriero, la sua discendenza continuò la linea baronale;[2][5][6]
- Sarah Wright;
- Charles Wright, capitano nell'esercito britannico;
- Anne Wright, andata in sposa all'ammiraglio James Wallace;
- Elizabeth Wright;
- Charlotte Wright;
- Isabella Wright.

Uno dei figli di Wright morì nel 1760, durante il suo viaggio in nave verso la Georgia, ma non è noto quale.